# La ciudad de los umbrales
La ciudad de los umbrales es una novela del escritor colombiano Mario Mendoza que ha sido catalogada como descarnadamente descriptiva, la novela le confiere al lector una habilidad de interpretación de la ciudad bajo diferentes matices intelectuales de cinco vidas urbanas, fiel al estilo realista y beligerante del escritor. Este libro pareciera estar íntimamente ligado a la búsqueda subjetiva pero directa de una gracia interpretativa de la urbanidad contemporánea.

## Publicación
Esta obra fue publicada en el año 1994 por la Editorial Seix Barral, es la primera obra del autor en la cual se adentra en el género de la novela. Más adelante, en 1995 recibiría el Premio Nacional de Literatura del Instituto Distrital de Cultura y Turismo por el libro La travesía del vidente.

## Argumento
Esta novela descarnadamente urbana la primera del autor, desciende a los abismos de Bogotá para hablar de zombis y personajes con los que nadie se quiere meter. Como un beligerante escritor del realismo francés del siglo XIX, Mendoza narra la soledad de seres que un día se quedaron al margen de todo, abandonados a su desesperación y su locura.
Escrita con indignación, con honradez, con furia, esta historia pertenece al género que se ha llamado realismo degradado o realismo sucio. Como dice Mendoza, «Es una escritura que trabaja por catarsis, por expurgación, y que le ofrece al lector una comunión con las zonas prohibidas».
La intrépida travesía de cinco amigos por Bogotá, la mayoría universitarios, es además una reflexión sobre la existencia en las urbes modernas, de la mano de filósofos contemporáneos como Deleuze y Guattari. Explosivo coctel de bohemia y literatura, de sórdidas y desgarradas pasiones, este relato a varias voces está tan próximo a la piedad como a la redención.